# Corong-Corong
Corong-Corong (4.ª Zona)
es un barrio rural   del municipio filipino de primera categoría de El Nido perteneciente a la provincia  de Paragua en Mimaro,  Región IV-B.
En 2007 Corong-Corong contaba con 1.047 residentes.

## Geografía
El municipio de El Nido se encuentra 238 kilómetros al noreste de Puerto Princesa,  capital provincial. 
Su término ocupa el extremo meridional de isla Paragua. Linda al norte con la  isla de Linapacán y otras  del grupo de las islas Calamianes; al sur con el municipio vecino de Taytay; al este con el Mar de Joló frente a las islas que forman el municipio de Agutaya; y al oeste con el  mar de la China Meridional, conocido localmente como el Mar del Oeste de Filipinas.
Su término linda al norte con el barrio de  Villa Libertad; al sur con el barrio de  Manlag; al este con el barrio de Nueva Ibajay (New Ibajay); y al oeste y sur con la costa, donde se encuentra la   isla de Depeldel que forma parte del barrio.
Corong-Corong, 4.ª Zona, junto con los barrios de Buena Suerte, 2.ª Zona; Masagana, 3.ª Zona; y Maligaya, 1ª Zona, forma la Población de este municipio de El Nido donde habitan 7.166  personas.

## Historia
Bacuit formaba parte de la provincia española de  Calamianes, una de las de las 35 provincias de la división política del archipiélago Filipino, en la parte llamada de Visayas. Pertenecía a la audiencia territorial  y Capitanía General de Filipinas, y en lo espiritual a la diócesis de Cebú.